# مسجد بلد السيد
مسجد بلد السيد من مساجد البصرة القديمة، وبني وشيد على يد بعض الصوفية أصحاب الطريقة الرفاعية، وهو من مساجد العراق التراثية التي بنيت بتبرع بعض المحسنين في عهد الدولة العثمانية في عام 1317هـ/ 1900م، ويقع في قرية مهيجران بمحلة بلد السيد التابعة لقضاء أبي الخصيب وجدد بنيانه عدة مرات، ولقد بني حرم المسجد من مادة الطابوق البلوك وبتبرع من أحد المحسنين من سكان المحلة، والمسجد تقام فيهِ الصلوات الخمس، ولقد قامت وزارة الأوقاف العراقية بترميمه في عام 1388هـ/1968م.
تقدر مساحة الجامع بحوالي دونم واحد (2500 متر مربع)، ولكنه تعرض للتجاوز في البنيان من قبل البيوت المجاورة وكذلك جرى استقطاع جزء من مساحتهِ لتوسعة الشارع العام.